# ول غومون
ول غومون (به فرانسوی: Val-Revermont) یک کمون در فرانسه است که در ان (اوورنی-رون-آلپ) واقع شده‌است. ول غومون ۴۵٫۴۲ کیلومتر مربع مساحت دارد.